# Nacerdes melanura
Espèce
Nacerdes melanura est une espèce de Coléoptères de la famille des Oedemeridae, à répartition quasi-cosmopolite. Ses larves sont saproxylophages. Il lui faut environ un an pour passer d'un œuf à un adulte. L'insecte est appelé en anglais wharf borer parce que son stade larvaire se trouve souvent sur les pilotis et les bois d'œuvre des quais, surtout le long des zones côtières. Les adultes peuvent être identifiés par une bande noire à l'extrémité de l'élytre ou des ailes. De plus, les Nacerdes melanura se distinguent des autres membres de la famille des Oedemeridae par la présence d'un seul éperon sur le tibia des pattes antérieures et par la distance entre les deux yeux (deux fois la longueur d'un œil). Les œufs sont pondus sur du bois mort où les larves éclosent et s'enfouissent pour se nourrir de bois mort. Les adultes ne se nourrissent pas et dépendent des réserves d'énergie accumulées pendant le stade larvaire. Ils sont considérés comme des organismes nuisibles parce qu'ils endommagent le bois utilisé dans les infrastructures des bâtiments.

## Identification

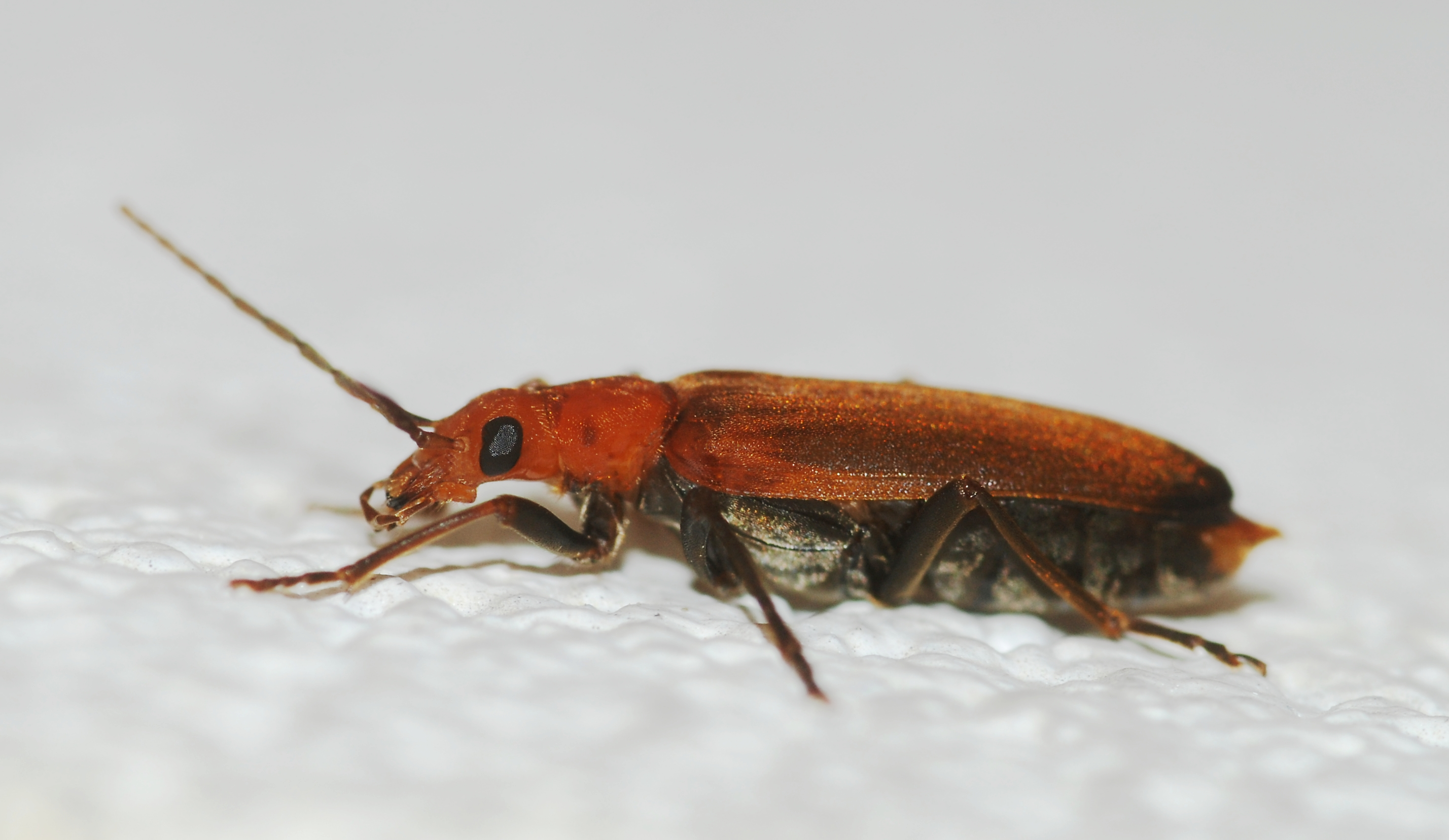
Adulte de profil.

La femelle de ce coléoptère pond des œufs dans tout bois humide et en décomposition qui a été attaqué par des champignons lignivores. Les œufs sont de couleur blanc crème, légèrement courbés avec des extrémités effilées. Les larves, également d'un blanc crème, sont équipées de mandibules brunes, prêtes à percer dans le bois et à se nourrir de celui-ci. Les adultes mesurent environ 10 à 12 mm de long, de couleur orange jaunâtre à rouge orangé, avec un long corps élancé et des antennes à moitié de sa longueur. Ils peuvent émerger en assez grand nombre sous le plancher des bâtiments, ce qui fait croire aux occupants qu'ils peuvent être envahis par des cafards. Ils sont pourtant inoffensifs. On peut les distinguer des blattes par la bande noire à l'extrémité des deux élytres. Un autre trait distinctif est la présence de trois lignes longitudinales en relief sur chaque cas d'aile, caractéristique commune à tous les coléoptères de la famille des Oedemeridae. En général, leur taille et leur forme ressemblent aux Cantharidae que l'on trouve sur les fleurs.

## Distribution et habitat
C'est une espèce cosmopolite. On peut les trouver partout où il y a du bois humide et en décomposition, par exemple dans les quais qui sont régulièrement submergés par la marée d'un cours d'eau, par exemple près de la Tamise. Une étude menée par Pitman et al (2003) a révélé que Nacerdes melanura était très répandu dans les pays tempérés. Des échantillons ont été constatés en Australie, en Nouvelle-Zélande, au Japon, en France, au Danemark et au Canada. Pitman et coll. (2003) ont également noté que les Nacerdes melanura sont répandus au Royaume-Uni et au Pays de Galles, avec quelques signalements en Écosse, mais que ni adultes ni larves n'ont été trouvés en Irlande. On pense que ce coléoptère est originaire de la région des Grands Lacs en Amérique du Nord et qu'il causerait beaucoup de dommages au bois d'œuvre des quais dans cette région. Cependant, d'autres croyaient qu'ils avaient été introduits dans le Nouveau Monde depuis l'Europe par le commerce du bois d'œuvre ou par le bois flotté. Il y a encore de l'incertitude dans la littérature scientifique au sujet de l'origine de Nacerdes melanura.
Les Nacerdes melanura adultes peuvent être présents dans différents types d'habitats, mais les larves sont presque toujours confinées au bois humide et pourri. Les morceaux de bois enfouis peuvent aussi abriter les adultes. On a dit qu'il y avait une augmentation du nombre de cet insecte à Londres après la Seconde Guerre mondiale, lorsque des masses de bois ont été enterrées sous terre à la suite des bombardements. On les a trouvés sous le plancher des stations-service, des appartements et même des poteaux télégraphiques.

## Cycle de vie

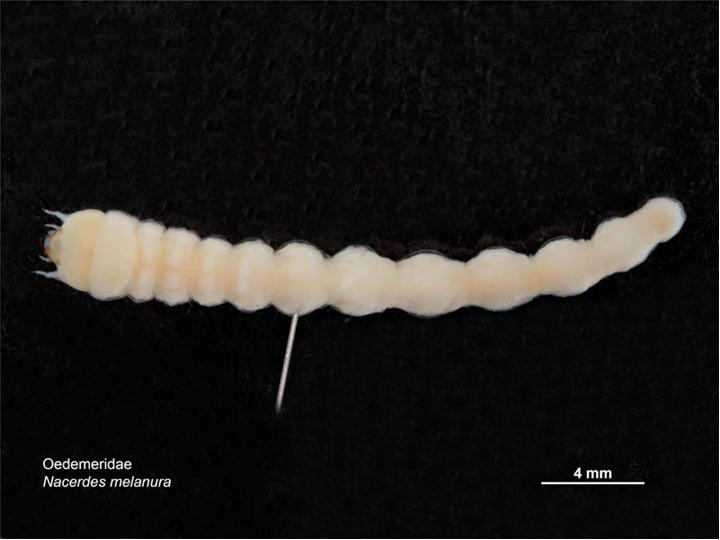
Larve.

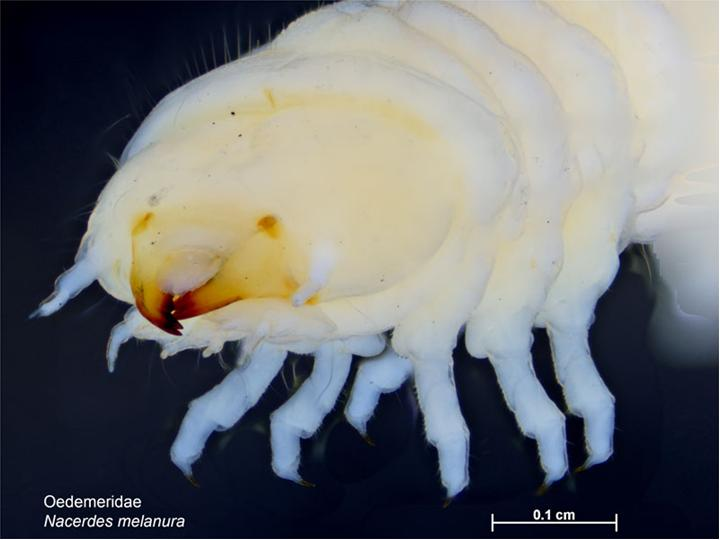
Tête de larve.

Comme tous les coléoptères, Nacerdes melanura subit une métamorphose complète. Le temps de développement entre l'œuf et l'adulte est d'environ douze mois, et les adultes ont tendance à émerger entre juin et la fin août au Royaume-Uni. Les œufs sont déposés sur les surfaces de bois où ils sont soumis à des températures extrêmes. La longévité des œufs est de cinq à onze jours. Les larves du premier stade larvaire creusent un terrier d'environ 1 cm sous la surface du bois après l'éclosion, où la dégradation du type à rotules molles est évidente. On rapporte que le stade larvaire dure de deux mois à deux ans, pendant lesquels les larves digèrent la cellulose et l'hémicellulose. Les larves produisent l'enzyme cellulase, qui leur permet de se nourrir du bois d'enracinement, semblable à de nombreux coléoptères perforateurs. Les tunnels formés par les larves au cours du creusement à travers le bois peuvent avoir une longueur de 30 cm. Une certaine taille de capsule de tête doit être atteinte pour que les larves puissent devenir nymphes, ce qui prend environ huit mois et demi. Les pupes blanc crème durent six à dix-sept jours, la durée exacte étant influencée par la température et l'humidité relative. Au début de la pupaison, l'abdomen est réduit et la tête perd sa forme pronostique. Après trois jours, les yeux commencent à être pigmentées, suivis des mandibules à six jours et de l'élytre à neuf jours. Les pupes sont capables de déplacer l'abdomen d'un côté à l'autre,. Les adultes sont éphémères, ne se nourrissent pas, vivent en liberté, peuvent voler et peuvent localiser le bois grâce à des indices olfactifs. Elles émergent du stade de nymphe au repos entre mai et septembre, mais sont plus souvent observées en juin. Les adultes vivent environ deux à dix jours dans des conditions de laboratoire, période pendant laquelle ils s'accouplent et pondent des œufs. Les femelles ne sont pas spécifiques au substrat lorsqu'elles choisissent un site de ponte. On sait que les Nacerdes melanura infestent à la fois les feuillus et les résineux.

## Développement dépendant de la température et de l'humidité relative
La température influence le développement des œufs, et les œufs ne se développent qu'entre 20 et 30 °C. La limite supérieure de température pour l'éclosion des œufs est d'environ 30 à 35 °C. Cela pourrait expliquer l'absence de Nacerdes melanura dans les climats tropicaux. L'humidité relative influe également sur le développement des œufs, le seuil inférieur étant de 20-40%. Les femelles pondent les œufs à des températures convenant au développement de l'œuf. La température est le facteur le plus important qui influence le développement de la larve et de la nymphe. L'humidité relative et les photopériodes ne nuisent pas au développement. L'hiver ne provoque pas la nymphose des larves. En fait, des températures plus basses augmentent le temps nécessaire pour que les larves atteignent la taille de la capsule de tête requise pour la nymphose en raison d'un niveau métabolique réduit. Les adultes émergent du stade nymphal à presque toutes les humidités relatives. Cela indique que le stade nymphal est plus résistant à la dessiccation que les œufs car, comme les œufs ne se développent pas à des humidités relatives inférieures à 20%. Les nymphes ne se développent pas en dessous de 10 °C, ou au-dessus de 30 °C. À des températures plus élevées, la longévité des adultes est considérablement réduite. Ceci est dû au fait que l'activité des insectes augmente, et donc accélère l'utilisation des réserves d'énergie stockées. Une humidité relative plus faible diminue également la longévité en raison d'une dessiccation accrue, surtout chez les adultes qui ne se nourrissent pas et ceux qui n'ont pas d'approvisionnement externe en eau.

## Impact sur l'Homme
Nacerdes melanura est important pour les pêcheurs, les marins et les mineurs qui travaillent le long des côtes. Les dommages causés aux vieux navires et aux quais par Nacerdes melanura sont une bonne indication de l'âge des navires, car les seuls d'entre eux attaquent le vieux bois. La présence de Nacerdes melanura et la destruction simultanée peuvent être acceptées comme mesure de sécurité pour réparer les quais et les navires afin d'éviter les accidents dangereux. Il s'agit d'un ravageur secondaire, car les larves se nourrissent principalement de bois humide et en décomposition que l'on trouve le long des cours d'eau et des côtes. Le réseau de tunnels se forme lorsque les larves de Nacerdes melanura creusent et ingèrent le bois pourri, ce qui affaiblit le support mécanique fourni par le bois. Il en résulte des dommages accrus dans la plomberie et le bois pourri. Le chêne, le peuplier et le pin sont quelques-uns des bois attaqués par Nacerdes melanura, ce qui indique qu'il se développe aussi bien dans les bois tendres que durs. Il est préférable de corriger les problèmes d'humidité du bois et d'éliminer la source de la pourriture du bois infectée. Les adultes, qui ne sont généralement qu'une nuisance entre juin et août, peuvent être combattus par l'application d'un insecticide résiduel (comme la perméthrine). Ceci peut être appliqué aux jonctions murales et au sol des logements et des bureaux. Ces adultes peuvent également être simplement aspirés ou ramassés et jetés. La larve est un ravageur des poteaux télégraphiques et des clôtures où les chiens ont uriné. À Toronto, un grand nombre d'adultes ont été découverts dans un bureau de journal, particulièrement attirés par les toilettes. En Amérique, Drooz (1953) rapporte que l'insecte est responsable des dommages très coûteux causés aux fondations sous les bâtiments de Milwaukee, au Wisconsin : pour protéger le bois archéologique entreposé contre les effets néfastes de Nacerdes melanura, une procédure a été mise au point pour contrôler les attaques. La première mesure consiste à vérifier l'absence d'infestation par les insectes dans la zone en question. Ensuite, on détermine l'étendue de l'infestation dans les bois entreposés. Une fois que le degré de dommage a été enregistré, les billots doivent être isolés et mis en quarantaine. La zone de stockage et les bois infectés sont soumis à un système de traitement approprié compatible avec les futurs systèmes de traitement de conservation.

## Systématique
Le nom scientifique complet (avec auteur) de ce taxon est Nacerdes melanura (Linnaeus, 1758). L'espèce a été initialement classée dans le genre Cantharis sous le protonyme Cantharis melanura, par le naturaliste suédois Carl von Linné, en 1758.
Nacerdes melanura a pour synonymes :
- Cantharis melanura Linnaeus, 1758
- Nacerda melanura (Linnaeus, 1758)